# Jean-Bedel Bokassa
Jean-Bedel Bokassa, znan tudi pod imenom Salah Eddine Ahmed Bokassa ali Bokassa I., centralnoafriški diktatorski predsednik in kasneje cesar, * 22. februar 1921, Bobangi, † 3. november 1996.

## Življenjepis
Bokassa je postal sirota pri starosti šestih let, ko je njegovega očeta do smrti pretepel francoski uradnik, mati pa je teden za tem storila samomor. Tako je brez staršev ostalo 12 otrok. Zaradi revščine je Bokassa že zelo zgodaj vstopil v francosko vojsko.
Druge svetovne vojne se je udeležil kot pripadnik armade Svobodnih Francozov, kjer ostal vse do leta 1964. Dosegel je čin stotnika in dobil nekaj visokih vojaških odlikovanj. Tega leta je nato vstopil v vojsko Centralnoafriške republike. Kot bratranec avtoritarnega predsednika Davida Dacka in nečak njegovega predhodnika Barthelemyja Bogande, je Bokassa kmalu dosegel čin polkovnika in postal načelnik generalštaba centralnoafriške armade.
Kljub sorodstvenim vezem je že leta 1966 izvedel državni udar in prevzel oblast. Hkrati je postal voditelj edine politične stranke v državi, Gibanja za socialno evolucijo črne Afrike. Takoj je odpravil ustavo in namesto nje izdal vrsto predsedniških dekretov. Leta 1969 je uspel zadušiti državni udar proti njemu in se leta 1972 razglasil za dosmrtnega predsednika Centralnoafriške republike. Do leta 1976 je preživel atentat, preprečila pa je tudi nov poskus prevrata. Do leta 1976 se je v upanju na finančno pomoč Libije povezal s polkovnikom Gadafijem, sprejel islam in si spremenil ime v Salah Eddine Ahmed Bokassa.
Konec leta 1976 je Bokassa ukinil republiko in razglasil Centralnoafriško cesarstvo. V začetku 1977 se je okronal za cesarja, uvedel monarhistično ustavo, se spreobrnil v katolicizem in ga postavil za državno religijo. Samo za kronanje je Bokassa I., kot se je poimenoval, porabil takrat ogromno vsoto 20 milijonov ameriških dolarjev. Bokassa je kot cesar po vzoru Napoleona trdil, da si bo njegova država le z monarhičnim statusom pridobila mednarodni ugled.
Režim cesarja Bokasse je nadaljeval z grobim zatiranjem opozicije, mučenje političnih nasprotnikov, ki naj bi se ga pogosto tudi sam udeleževal pa je postalo stalnica. Kljub uradnemu statusu ustavne monarhije pa Centralnoafriško cesarstvo ni dočakalo nikakršnih demokratičnih reform. Bokassa se je obdržal na oblasti s podporo vojske in Francije, ki ji je dobavljal uran, od katerega je bil odvisen francoski jedrski program. Kmalu pa je tudi francoska podpora, kljub tesnemu prijateljstvu Bokasse s francoskim predsednikom Valeryjem Giscardom d'Estaingom zbledela. Ključni preobrat v odnosu med državama je bil pokol v Banguiju, ki ga je izvedla centralnoafriška vojska aprila 1979, v katerem je bilo ubitih približno sto otrok, ki so protestirali proti nošenju uniform v šolah.
Nekdanji predsednik Dacko je s privolitvijo Francije in s pomočjo francoskih enot septembra 1979, v času cesarjevega obiska v Libiji, uspešno izpeljal državni udar in znova prevzel oblast. Bokassa se je sprva zatekel v Slonokoščeno obalo, nato pa v Francijo, ki mu je dala politično zatočišče zaradi njegove preteklosti v francoski armadi. V odsotnosti je bil v domovini obsojen na smrt, a se je leta 1984 kljub temu vrnil v domovino. Ob prihodu je bil nemudoma aretiran ter obtožen izdaje, večkratnega umora, kanibalizma in poneverb. Na zelo čustveno obarvanem procesu so ga, čeprav so umaknili obtožbo kanibalizma, leta 1987 obsodili na smrt. Obsodbo so leto za tem spremenili v dosmrtno zaporno kazen, zaradi splošne amnestije vseh zapornikov, leta 1993, pa so iz zapora izpustili tudi Bokasso.

## Dediščina Bokassa
Bokassa, ki naj bi si v obdobju svoje vladavine pridobil približno 125 milijonov dolarjev premoženja, naj bi imel 17 žena in 50 otrok. Še v času vladavine so se, predvsem v tujini, začele pojavljati govorice o njegovem slabem mentalnem zdravju. Trditve, da je blazen, pa so se na koncu izkazale za blizu resnici. Pred smrtjo se je namreč razglasil za trinajstega apostola, trdil pa je tudi, da se tajno sestaja s papežem. Bokassa je umrl za posledicami srčnega napada konec leta 1996.